# جيسي كرينشاو
جيسي كرينشاو هو محامي وسياسي أمريكي، ولد في 23 سبتمبر 1946. نشط حزبياً في الحزب الديمقراطي. وقد انتخب عضو مجلس نواب كنتاكي ‏.